# Брус Кембел
Брус Лорн Кембел (енгл. Bruce Lorne Campbell; Ројал Оук, Мичиген, 22. јун 1958) амерички је глумац, продуцент, писац, комичар и режисер, најпознатији по улози Еша Вилијамса у филмском хорор серијалу Зла смрт. Филмску каријеру је започео у кратком хорор филму под називом У шуми, који је био преднаставак за серијал Зла смрт, а и дан данас тумачи Еша Вилијамса у веома успешној ТВ серији, Еш против злих мртваца, која ће ове године објавити и 3. сезону.

## Биографија
Рођен је у Ројал Оуку, 22. јуна 1958. као друго дете Џоане Луизе Пикенс и Чарлса Кембела. Школовао се на Западном Мичигенском Универзитету. У средњој школи је упознао Сема Рајмија, с којим је постао добар пријатељ и заједно су створили велики број успешних филмова. Тренутно живи на фарми лаванде у Орегону са женом и двоје деце.

## Филмографија
| Улоге Бруса Кембела |                                      |                              |                              |                                       |
| Година              | Српски назив                         | Изворни назив                | Улога                        | Напомена                              |
| 1979                | У шуми                               | Within the Woods             | Брус                         | извршни продуцент                     |
| 1981                | Зла смрт                             | The Evil Dead                | Еш Вилијамс                  | ко-продуцент                          |
| 1987                | Зла смрт 2: Мртви до зоре            | Evil Dead II                 | Еш Вилијамс                  | ко-продуцент                          |
| 1988                | Полицајац манијак                    | Maniac Cop                   | Џек Форест                   |                                       |
| 1990                | Полицајац манијак 2                  | Maniac Cop 2                 | Џек Форест                   |                                       |
| 1992                | Зла смрт 3: Армија таме              | Army of Darkness             | Еш Вилијамс                  |                                       |
| 1995                | Брзи и мртви                         | The Quick and the Dead       | Шемп                         |                                       |
| 1996                | Одељење за убиства                   | Homicide: Life on the Street | Џејк Родзински               |                                       |
| 1996                | Фарго                                | Fargo                        | Глумац сапунице              |                                       |
| 1996—1999           | Ксена: Принцеза ратница              | Xena: Warrior Princess       | Аутолик                      | ТВ серија                             |
| 1999                | Досије икс                           | The X-Files                  | Вејн Вејнсајдер              |                                       |
| 2002                | Буба Ху-Теп                          | Bubba Ho-Tep                 | Елвис Присли Себастијан Хаф  |                                       |
| 2002                | Спајдермен                           | Spider-Man                   | Квентин Бек                  | потписан као „Боксерски најављивач”   |
| 2002                | Како сам заволео Сару                | Serving Sara                 | Гордон Мур                   |                                       |
| 2002                | Чари                                 | Charmed                      | ФБИ агент Вуди Џекмен        | ТВ серија                             |
| 2003                | Разведи ме, заведи ме                | Intolerable Cruelty          | Глумац сапунице              |                                       |
| 2004                | Спајдермен 2                         | Spider-Man 2                 | Квентин Бек                  | потписан као „Охоли вратар”           |
| 2004                | Гангстерска петорка                  | The Ladykillers              | социјални радник             |                                       |
| 2005                | Школа за суперјунаке                 | Sky High                     | Томи Бумовски / Тренер Бумер |                                       |
| 2006                | Лукас у свету мрава                  | The Ant Bully                | Фјугакс                      |                                       |
| 2007                | Спајдермен 3                         | Spider-Man 3                 | Квентин Бек                  | потписан као „Главни конобар”         |
| 2007—2013           | Одстрел                              | Burn Notice                  | Сем Екс                      | ТВ серија, свих 111 епизода           |
| 2009                | Падаће ћуфте                         |                              | градоначелник Шелбурн (глас) |                                       |
| 2013                | Оз, велики и моћни                   |                              | Стражар Смарагдног града     |                                       |
| 2013                | Зла смрт 4                           |                              | Еш Вилијамс                  | камео улога, продуцент                |
| 2015                | Фарго                                |                              | Роналд Реган                 | ТВ серија                             |
| 2015—2018           | Еш против злих мртваца               |                              | Еш Вилијамс                  | ТВ серија                             |
| 2018                | Златокосине авантуре                 |                              | краљ Едмунд                  | глас                                  |
| 2022                | Доктор Стрејнџ у мултиверзуму лудила |                              | продавац пица кугли          | камео                                 |
| 2023                | Зли мртви: Буђење                    |                              | свештеник (Еш Вилијамс)      | глас, камео, такође извршни продуцент |